# Sumberagung (Banjarejo)
Sumberagung is een bestuurslaag in het regentschap Blora van de provincie Midden-Java, Indonesië. Sumberagung telt 4979 inwoners (volkstelling 2010).